# Lorenzo 1999 - Capo Horn
| Recensione          | Giudizio |
| ------------------- | -------- |
| AllMusic            |          |
| Corriere della Sera |          |

Lorenzo 1999 - Capo Horn è l'ottavo album in studio del cantautore italiano Jovanotti, pubblicato il 10 maggio 1999 dalla Soleluna.

## Descrizione
L'album si compone di quattordici brani, tra cui il secondo singolo Un raggio di sole, con il quale il cantante vinse il Festivalbar 1999.

## Tracce
1. Per te – 4:41 (Jovanotti, Michele Centonze, Saturnino Celani)
2. Il resto va da sé – 5:02 (Jovanotti, Michele Centonze, Saturnino Celani)
3. Dolce fare niente – 3:58 (Jovanotti, Michele Centonze)
4. La vita nell'era spaziale – 5:24 (Jovanotti, Eugenio Finardi, Michele Centonze)
5. Stella cometa – 3:52 (Jovanotti, Michele Centonze)
6. Un giorno di sole – 4:47 (Jovanotti, Michele Centonze, Saturnino Celani)
7. Un raggio di sole – 4:51 (Jovanotti)
8. Funky beat-o – 4:40 (Jovanotti, Michele Centonze)
9. Capo Horn – 4:47 (Jovanotti, Michele Centonze)
10. Dal basso – 6:52 (Jovanotti, Michael Franti, Michele Centonze)
11. Non è ancora finita – 4:40 (Jovanotti, Pier Foschi, Michele Centonze)
12. Non c'è libertà – 4:24 (Jovanotti, Michele Centonze)
13. Tutto può succedere – 4:28 (Jovanotti, Michele Centonze, Saturnino Celani)
14. Buon anno – 3:00 (Jovanotti, Michele Centonze)

## Formazione
Musicisti
- Jovanotti – voce
- Michele Centonze – programmazione, arrangiamento, base musicale, chitarra, tastiera, cori, arrangiamenti orchestrali
- Saturnino – basso
- Pier Foschi – batteria
- Rob Mathes – direzione orchestra
- John Clarke – corno francese
- Bob Carlisle – corno francese
- Jeff Lang – corno francese
- Elena Barere – violino
- Ann Leathers – violino
- Ricky Sortomme – violino
- Paul Peabody – violino
- Debbie Buck – violino
- Jan Mullen – violino
- Regis Landiorio – violino
- Avril Brown – violino
- Heidi Modr – violino
- Barry Finclair – violino
- Joyce Hammann – violino
- Marti Sweet – violino
- Sue Pray – viola
- Carol Landon – viola
- Crystal Garner – viola
- Maryhelen Ewing – viola
- Richard Locker – violoncello
- Jeanne Leblanc – violoncello
- Diane Barere – violoncello
- Mark Shuman – violoncello
- Judy Sugarman – contrabbasso
- David Finck – contrabbasso
- Karen Griffin – flauto
- Pamela Sklar – flauto
- Rich Dallesio – oboe
- Ernesttico – percussioni (2, 6, 7, 9, 10 e 11)
- Pape Gurioli – pianoforte solista (tracce 8, 9, 11 e 13)
- Michael Franti – voce (traccia 10)
- Fabio Sartoni – hi-hat (traccia 12)

Produzione
- Michele Centonze – produzione, missaggio
- Jovanotti – produzione
- Frank Filippetti – registrazione orchestra
- Gianluca "Naftalina" Camporesi – assistenza alla produzione
- Gianni Morandi - cori
- Antonio Baglio – mastering

## Classifiche

### Classifiche settimanali
| Classifica (1999/00) | Posizione massima |
| -------------------- | ----------------- |
| Austria              | 24                |
| Italia               | 1                 |
| Svizzera             | 10                |

### Classifiche di fine anno
| Classifica (1999) | Posizione |
| ----------------- | --------- |
| Italia            | 3         |